# Козловка (Темниковський район)
Козло́вка (рос. Козловка, ерз. Козловка) — присілок у складі Темниковського району Мордовії, Росія. Входить до складу Андрієвського сільського поселення.
Населення — 35 осіб (2010; 34 у 2002).
Національний склад (станом на 2002 рік):
- росіяни — 82 %